# Élections municipales de 2025 dans Brome-Missisquoi
Pour un article plus général, voir Élections municipales de 2025 en Estrie.
Cet article concerne les élections municipales de 2025 en Estrie dans la municipalité régionale de comté de Brome-Missisquoi.

## Abercorn
| Candidats pour la mairie  | Vote | % |
| ------------------------- | ---- | - |
|                           |      |   |
|                           |      |   |
|                           |      |   |
| Taux de participation : % |      |   |

| Candidats conseiller #1 | Vote | % |
| ----------------------- | ---- | - |
|                         |      |   |

| Candidats conseiller #2 | Vote | % |
| ----------------------- | ---- | - |
|                         |      |   |
|                         |      |   |

| Candidats conseiller #3 | Vote | % |
| ----------------------- | ---- | - |
|                         |      |   |

| Candidats conseiller #4 | Vote | % |
| ----------------------- | ---- | - |
|                         |      |   |

| Candidats conseiller #5 | Vote | % |
| ----------------------- | ---- | - |
|                         |      |   |

| Candidats conseiller #6 | Vote | % |
| ----------------------- | ---- | - |
|                         |      |   |
|                         |      |   |

| Candidats pour la mairie  | Vote | % |
| ------------------------- | ---- | - |
|                           |      |   |
|                           |      |   |
| Taux de participation : % |      |   |

| Candidats conseiller #1 | Vote | % |
| ----------------------- | ---- | - |
|                         |      |   |
|                         |      |   |

## Bedford (municipalité de canton)
| Candidats pour la mairie  | Vote | % |
| ------------------------- | ---- | - |
|                           |      |   |
|                           |      |   |
| Taux de participation : % |      |   |

| Candidats conseiller #1 | Vote | % |
| ----------------------- | ---- | - |
|                         |      |   |

| Candidats conseiller #2 | Vote | % |
| ----------------------- | ---- | - |
|                         |      |   |

| Candidats conseiller #3 | Vote | % |
| ----------------------- | ---- | - |
|                         |      |   |
|                         |      |   |

| Candidats conseiller #14 | Vote | % |
| ------------------------ | ---- | - |
|                          |      |   |

| Candidats conseiller #5 | Vote | % |
| ----------------------- | ---- | - |
|                         |      |   |

| Candidats conseiller #6 | Vote | % |
| ----------------------- | ---- | - |
|                         |      |   |

## Bedford (ville)
| Candidats pour la mairie  | Vote | % |
| ------------------------- | ---- | - |
|                           |      |   |
|                           |      |   |
| Taux de participation : % |      |   |

| Candidats conseiller #1 | Vote | % |
| ----------------------- | ---- | - |
|                         |      |   |
|                         |      |   |

| Candidats conseiller #2 | Vote | % |
| ----------------------- | ---- | - |
|                         |      |   |

| Candidats conseiller #3 | Vote | % |
| ----------------------- | ---- | - |
|                         |      |   |

| Candidats conseiller #4 | Vote | % |
| ----------------------- | ---- | - |
|                         |      |   |
|                         |      |   |

| Candidats conseiller #5 | Vote | % |
| ----------------------- | ---- | - |
|                         |      |   |

| Candidats conseiller #6 | Vote | % |
| ----------------------- | ---- | - |
|                         |      |   |

## Bolton-Ouest
| Partis | Partis | Candidats pour la mairie | Vote | % |
| ------ | ------ | ------------------------ | ---- | - |
|        |        |                          |      |   |
|        |        |                          |      |   |

| Partis | Partis | Candidats conseiller #1 | Vote | % |
| ------ | ------ | ----------------------- | ---- | - |
|        |        |                         |      |   |
|        |        |                         |      |   |

| Partis | Partis | Candidats conseiller #2 | Vote | % |
| ------ | ------ | ----------------------- | ---- | - |
|        |        |                         |      |   |
|        |        |                         |      |   |

| Partis | Partis | Candidats conseiller #3 | Vote | % |
| ------ | ------ | ----------------------- | ---- | - |
|        |        |                         |      |   |
|        |        |                         |      |   |

| Partis | Partis | Candidats conseiller #4 | Vote | % |
| ------ | ------ | ----------------------- | ---- | - |
|        |        |                         |      |   |
|        |        |                         |      |   |

| Partis | Partis | Candidats conseiller #5 | Vote | % |
| ------ | ------ | ----------------------- | ---- | - |
|        |        |                         |      |   |
|        |        |                         |      |   |

| Partis | Partis | Candidats conseiller #6 | Vote | % |
| ------ | ------ | ----------------------- | ---- | - |
|        |        |                         |      |   |
|        |        |                         |      |   |

## Brigham
| Candidats pour la mairie  | Vote | % |
| ------------------------- | ---- | - |
|                           |      |   |
|                           |      |   |
|                           |      |   |
| Taux de participation : % |      |   |

| Candidats conseiller #1 | Vote | % |
| ----------------------- | ---- | - |
|                         |      |   |

| Candidats conseiller #2 | Vote | % |
| ----------------------- | ---- | - |
|                         |      |   |
|                         |      |   |

| Candidats conseiller #3 | Vote | % |
| ----------------------- | ---- | - |
|                         |      |   |
|                         |      |   |

| Candidats conseiller #4 | Vote | % |
| ----------------------- | ---- | - |
|                         |      |   |

| Candidats conseiller #5 | Vote | % |
| ----------------------- | ---- | - |
|                         |      |   |
|                         |      |   |

| Candidats conseiller #6 | Vote | % |
| ----------------------- | ---- | - |
|                         |      |   |
|                         |      |   |

## Brome
| Candidats pour la mairie | Vote | % |
| ------------------------ | ---- | - |
|                          |      |   |

| Candidats conseiller #1 | Vote | % |
| ----------------------- | ---- | - |
|                         |      |   |

| Candidats conseiller #2 | Vote | % |
| ----------------------- | ---- | - |
|                         |      |   |

| Candidats conseiller #3 | Vote | % |
| ----------------------- | ---- | - |
|                         |      |   |

| Candidats conseiller #4 | Vote | % |
| ----------------------- | ---- | - |
|                         |      |   |

| Candidats conseiller #5 | Vote | % |
| ----------------------- | ---- | - |
|                         |      |   |

| Candidats conseiller #6 | Vote | % |
| ----------------------- | ---- | - |
|                         |      |   |

## Bromont
| Candidats pour la mairie | Vote | % |
| ------------------------ | ---- | - |
|                          |      |   |

| Candidats conseiller #1 | Vote | % |
| ----------------------- | ---- | - |
|                         |      |   |
|                         |      |   |
|                         |      |   |

| Candidats conseiller #2 | Vote | % |
| ----------------------- | ---- | - |
|                         |      |   |
|                         |      |   |

| Candidats conseiller #3 | Vote | % |
| ----------------------- | ---- | - |
|                         |      |   |
|                         |      |   |

| Candidats conseiller #4 | Vote | % |
| ----------------------- | ---- | - |
|                         |      |   |
|                         |      |   |
|                         |      |   |

| Candidats conseiller #5 | Vote | % |
| ----------------------- | ---- | - |
|                         |      |   |
|                         |      |   |

| Candidats conseiller #6 | Vote | % |
| ----------------------- | ---- | - |
|                         |      |   |

## Cowansville
| Candidats pour la mairie  | Vote | % |
| ------------------------- | ---- | - |
|                           |      |   |
|                           |      |   |
| Taux de participation : % |      |   |

| Candidats Quartier Ruiter (1) | Vote | % |
| ----------------------------- | ---- | - |
|                               |      |   |
|                               |      |   |
|                               |      |   |
|                               |      |   |
|                               |      |   |

| Candidats Quartier Sweetsburg (2) | Vote | % |
| --------------------------------- | ---- | - |
|                                   |      |   |
|                                   |      |   |

| Candidats Quartier Vilas (3) | Vote | % |
| ---------------------------- | ---- | - |
|                              |      |   |
|                              |      |   |

| Candidats Quartier Bruck (4) | Vote | % |
| ---------------------------- | ---- | - |
|                              |      |   |
|                              |      |   |

| Candidats Quartier Davignon (5) | Vote | % |
| ------------------------------- | ---- | - |
|                                 |      |   |
|                                 |      |   |
|                                 |      |   |

| Candidats Quartier Fordyce (6) | Vote | % |
| ------------------------------ | ---- | - |
|                                |      |   |

## Dunham
| Partis                    | Partis | Candidats pour la mairie | Vote | % |
| ------------------------- | ------ | ------------------------ | ---- | - |
|                           |        |                          |      |   |
|                           |        |                          |      |   |
|                           |        |                          |      |   |
| Taux de participation : % |        |                          |      |   |

| Partis | Partis | Candidats conseiller #5 | Vote | % |
| ------ | ------ | ----------------------- | ---- | - |
|        |        |                         |      |   |
|        |        |                         |      |   |

| Partis | Partis | Candidats conseiller #2 | Vote | % |
| ------ | ------ | ----------------------- | ---- | - |
|        |        |                         |      |   |
|        |        |                         |      |   |

| Partis | Partis | Candidats conseiller #3 | Vote | % |
| ------ | ------ | ----------------------- | ---- | - |
|        |        |                         |      |   |
|        |        |                         |      |   |

| Partis | Partis | Candidats conseiller #4 | Vote | % |
| ------ | ------ | ----------------------- | ---- | - |
|        |        |                         |      |   |
|        |        |                         |      |   |
|        |        |                         |      |   |
|        |        |                         |      |   |

| Partis | Partis | Candidats conseiller #5 | Vote | % |
| ------ | ------ | ----------------------- | ---- | - |
|        |        |                         |      |   |
|        |        |                         |      |   |

| Partis | Partis | Candidats conseiller #6 | Vote | % |
| ------ | ------ | ----------------------- | ---- | - |
|        |        |                         |      |   |
|        |        |                         |      |   |
|        |        |                         |      |   |

## East Farnham
| Candidats pour la mairie | Vote | % |
| ------------------------ | ---- | - |
|                          |      |   |

| Candidats conseiller #1 | Vote | % |
| ----------------------- | ---- | - |
|                         |      |   |

| Candidats conseiller #2 | Vote | % |
| ----------------------- | ---- | - |
|                         |      |   |

| Candidats conseiller #3 | Vote | % |
| ----------------------- | ---- | - |
|                         |      |   |

| Candidats conseiller #4 | Vote | % |
| ----------------------- | ---- | - |
|                         |      |   |

| Candidats conseiller #5 | Vote | % |
| ----------------------- | ---- | - |
|                         |      |   |

| Candidats conseiller #6 | Vote | % |
| ----------------------- | ---- | - |
|                         |      |   |

## Farnham
| Partis                    | Partis | Candidats pour la mairie | Vote | % |
| ------------------------- | ------ | ------------------------ | ---- | - |
|                           |        |                          |      |   |
|                           |        |                          |      |   |
|                           |        |                          |      |   |
| Taux de participation : % |        |                          |      |   |

| Partis | Partis | Candidats district Robert-C.-Wilkins (1) | Vote | % |
| ------ | ------ | ---------------------------------------- | ---- | - |
|        |        |                                          |      |   |
|        |        |                                          |      |   |
|        |        |                                          |      |   |

| Partis | Partis | Candidats district Aldéi-Martel (2) | Vote | % |
| ------ | ------ | ----------------------------------- | ---- | - |
|        |        |                                     |      |   |
|        |        |                                     |      |   |

| Partis | Partis | Candidats district du Docteur-Olivier-Trépanier (3) | Vote | % |
| ------ | ------ | --------------------------------------------------- | ---- | - |
|        |        |                                                     |      |   |
|        |        |                                                     |      |   |
|        |        |                                                     |      |   |

| Partis | Partis | Candidats district du Docteur-Jean-Louis-Cardin (4) | Vote | % |
| ------ | ------ | --------------------------------------------------- | ---- | - |
|        |        |                                                     |      |   |
|        |        |                                                     |      |   |

| Partis | Partis | Candidats district Esther-Elkin (5) | Vote | % |
| ------ | ------ | ----------------------------------- | ---- | - |
|        |        |                                     |      |   |
|        |        |                                     |      |   |

| Partis | Partis | Candidats district Omer-Galipault (6) | Vote | % |
| ------ | ------ | ------------------------------------- | ---- | - |
|        |        |                                       |      |   |

## Frelighsburg
| Candidats pour la mairie | Vote | % |
| ------------------------ | ---- | - |
|                          |      |   |

| Candidats conseiller #1 | Vote | % |
| ----------------------- | ---- | - |
|                         |      |   |

| Candidats conseiller #2 | Vote | % |
| ----------------------- | ---- | - |
|                         |      |   |

| Candidats conseiller #3 | Vote | % |
| ----------------------- | ---- | - |
|                         |      |   |

| Candidats conseiller #4 | Vote | % |
| ----------------------- | ---- | - |
|                         |      |   |

| Candidats conseiller #5 | Vote | % |
| ----------------------- | ---- | - |
|                         |      |   |

| Candidats conseiller #6 | Vote | % |
| ----------------------- | ---- | - |
|                         |      |   |

| Candidats pour la mairie | Vote | % |
| ------------------------ | ---- | - |
|                          |      |   |

## Lac-Brome
| Candidats pour la mairie  | Vote | % |
| ------------------------- | ---- | - |
|                           |      |   |
|                           |      |   |
|                           |      |   |
|                           |      |   |
|                           |      |   |
| Taux de participation : % |      |   |

| Candidats district Bondville-Fulford (1) | Vote | % |
| ---------------------------------------- | ---- | - |
|                                          |      |   |
|                                          |      |   |

| Candidats district West-Brome--Iron-Hill (2) | Vote | % |
| -------------------------------------------- | ---- | - |
|                                              |      |   |
|                                              |      |   |

| Candidats district East-Hill (3) | Vote | % |
| -------------------------------- | ---- | - |
|                                  |      |   |

| Candidats district Knowlton-Victoria (4) | Vote | % |
| ---------------------------------------- | ---- | - |
|                                          |      |   |
|                                          |      |   |
|                                          |      |   |
|                                          |      |   |

| Candidats district Knowlton-Lakeside (5) | Vote | % |
| ---------------------------------------- | ---- | - |
|                                          |      |   |
|                                          |      |   |
|                                          |      |   |

| Candidats district Foster (6) | Vote | % |
| ----------------------------- | ---- | - |
|                               |      |   |
|                               |      |   |
|                               |      |   |

## Notre-Dame-de-Stanbridge
| Candidats pour la mairie | Vote | % |
| ------------------------ | ---- | - |
|                          |      |   |

| Candidats conseiller #1 | Vote | % |
| ----------------------- | ---- | - |
|                         |      |   |
|                         |      |   |

| Candidats conseiller #2 | Vote | % |
| ----------------------- | ---- | - |
|                         |      |   |

| Candidats conseiller #3 | Vote | % |
| ----------------------- | ---- | - |
|                         |      |   |

| Candidats conseiller #4 | Vote | % |
| ----------------------- | ---- | - |
|                         |      |   |

| Candidats conseiller #5 | Vote | % |
| ----------------------- | ---- | - |
|                         |      |   |

| Candidats conseiller #6 | Vote | % |
| ----------------------- | ---- | - |
|                         |      |   |

## Pike River
| Candidats pour la mairie | Vote | % |
| ------------------------ | ---- | - |
|                          |      |   |

| Candidats conseiller #1 | Vote | % |
| ----------------------- | ---- | - |
|                         |      |   |

| Candidats conseiller #2 | Vote | % |
| ----------------------- | ---- | - |
|                         |      |   |

| Candidats conseiller #3 | Vote | % |
| ----------------------- | ---- | - |
|                         |      |   |

| Candidats conseiller #4 | Vote | % |
| ----------------------- | ---- | - |
|                         |      |   |

| Candidats conseiller #5 | Vote | % |
| ----------------------- | ---- | - |
|                         |      |   |

| Candidats conseiller #6 | Vote | % |
| ----------------------- | ---- | - |
|                         |      |   |

## Saint-Armand
| Candidats pour la mairie | Vote | % |
| ------------------------ | ---- | - |
|                          |      |   |

| Candidats conseiller #1 | Vote | % |
| ----------------------- | ---- | - |
|                         |      |   |

| Candidats conseiller #2 | Vote | % |
| ----------------------- | ---- | - |
|                         |      |   |

| Candidats conseiller #3 | Vote | % |
| ----------------------- | ---- | - |
|                         |      |   |

| Candidats conseiller #4 | Vote | % |
| ----------------------- | ---- | - |
|                         |      |   |

| Candidats conseiller #5 | Vote | % |
| ----------------------- | ---- | - |
|                         |      |   |
|                         |      |   |

| Candidats conseiller #6 | Vote | % |
| ----------------------- | ---- | - |
|                         |      |   |

## Saint-Ignace-de-Stanbridge
| Candidats pour la mairie | Vote | % |
| ------------------------ | ---- | - |
|                          |      |   |

| Candidats conseiller #1 | Vote | % |
| ----------------------- | ---- | - |
|                         |      |   |

| Candidats conseiller #2 | Vote | % |
| ----------------------- | ---- | - |
|                         |      |   |

| Candidats conseiller #3 | Vote | % |
| ----------------------- | ---- | - |
|                         |      |   |

| Candidats conseiller #4 | Vote | % |
| ----------------------- | ---- | - |
|                         |      |   |

| Candidats conseiller #5 | Vote | % |
| ----------------------- | ---- | - |
|                         |      |   |

| Candidats conseiller #6 | Vote | % |
| ----------------------- | ---- | - |
|                         |      |   |

## Sainte-Sabine
| Candidats pour la mairie  | Vote | % |
| ------------------------- | ---- | - |
|                           |      |   |
|                           |      |   |
| Taux de participation : % |      |   |

| Candidats conseiller #1 | Vote | % |
| ----------------------- | ---- | - |
|                         |      |   |
|                         |      |   |

| Candidats conseiller #2 | Vote | % |
| ----------------------- | ---- | - |
|                         |      |   |

| Candidats conseiller #3 | Vote | % |
| ----------------------- | ---- | - |
|                         |      |   |
|                         |      |   |

| Candidats conseiller #4 | Vote | % |
| ----------------------- | ---- | - |
|                         |      |   |
|                         |      |   |
|                         |      |   |

| Candidats conseiller #5 | Vote | % |
| ----------------------- | ---- | - |
|                         |      |   |

| Candidats conseiller #6 | Vote | % |
| ----------------------- | ---- | - |
|                         |      |   |

## Stanbridge East
| Candidats pour la mairie | Vote | % |
| ------------------------ | ---- | - |
|                          |      |   |

| Candidats conseiller #1 | Vote | % |
| ----------------------- | ---- | - |
|                         |      |   |

| Candidats conseiller #2 | Vote | % |
| ----------------------- | ---- | - |
|                         |      |   |

| Candidats conseiller #3 | Vote | % |
| ----------------------- | ---- | - |
|                         |      |   |
|                         |      |   |

| Candidats conseiller #4 | Vote | % |
| ----------------------- | ---- | - |
|                         |      |   |
|                         |      |   |

| Candidats conseiller #5 | Vote | % |
| ----------------------- | ---- | - |
|                         |      |   |
|                         |      |   |

| Candidats conseiller #6 | Vote | % |
| ----------------------- | ---- | - |
|                         |      |   |

## Stanbridge Station
| Candidats pour la mairie | Vote | % |
| ------------------------ | ---- | - |
|                          |      |   |

| Candidats conseiller #1 | Vote | % |
| ----------------------- | ---- | - |
|                         |      |   |

| Candidats conseiller #2 | Vote | % |
| ----------------------- | ---- | - |
|                         |      |   |

| Candidats conseiller #3 | Vote | % |
| ----------------------- | ---- | - |
|                         |      |   |

| Candidats conseiller #4 | Vote | % |
| ----------------------- | ---- | - |
|                         |      |   |

| Candidats conseiller #5 | Vote | % |
| ----------------------- | ---- | - |
|                         |      |   |

| Candidats conseiller #6 | Vote | % |
| ----------------------- | ---- | - |
|                         |      |   |

## Sutton
| Partis                    | Partis | Candidats pour la mairie | Vote | % |
| ------------------------- | ------ | ------------------------ | ---- | - |
|                           |        |                          |      |   |
|                           |        |                          |      |   |
| Taux de participation : % |        |                          |      |   |

| Partis | Partis | Candidats conseiller #1 | Vote | % |
| ------ | ------ | ----------------------- | ---- | - |
|        |        |                         |      |   |
|        |        |                         |      |   |
|        |        |                         |      |   |

| Partis | Partis | Candidats conseiller #2 | Vote | % |
| ------ | ------ | ----------------------- | ---- | - |
|        |        |                         |      |   |
|        |        |                         |      |   |

| Partis | Partis | Candidats conseiller #3 | Vote | % |
| ------ | ------ | ----------------------- | ---- | - |
|        |        |                         |      |   |
|        |        |                         |      |   |
|        |        |                         |      |   |

| Partis | Partis | Candidats conseiller #4 | Vote | % |
| ------ | ------ | ----------------------- | ---- | - |
|        |        |                         |      |   |
|        |        |                         |      |   |
|        |        |                         |      |   |

| Partis | Partis | Candidats conseiller #5 | Vote | % |
| ------ | ------ | ----------------------- | ---- | - |
|        |        |                         |      |   |
|        |        |                         |      |   |
|        |        |                         |      |   |

| Partis | Partis | Candidats conseiller #6 | Vote | % |
| ------ | ------ | ----------------------- | ---- | - |
|        |        |                         |      |   |
|        |        |                         |      |   |